# Peder Marcussen
Peder Andreas Marinus Marcussen (Esbjerg, 1894. november 26. – Esbjerg, 1972. december 16.) olimpiai bajnok dán tornász.
Az 1920. évi nyári olimpiai játékokon indult tornában és a szabadon választott gyakorlatok csapatversenyben aranyérmes lett.
Klubcsapata a Hermod volt.